# Ozola exigua
Ozola exigua är en fjärilsart som beskrevs av Swinhoe 1902. Ozola exigua ingår i släktet Ozola och familjen mätare. Inga underarter finns listade i Catalogue of Life.